# Templo de Nuestra Señora de Loreto (Bacadéhuachi)
El templo de Nuestra Señora de Loreto es un edificio católico situado en el pueblo mexicano de Bacadéhuachi en la zona este del estado de Sonora. Fue construida en el año de 1662 por el misionero de origen belga Marcos del Río y Juan Betancur, cuando al lugar se le conocía como la misión de San Luis Gonzága. El edificio es catalogado como Conjunto Arquitectónico por el Instituto Nacional de Antropología e Historia (INAH) para su preservación.
En 1741 se hizo cargo de la misión el padre Francisco Pimentel y de 1749 a 1764 el padre Manuel Aguirre quien construyó una capilla más, la de Nuestra Señora de los Dolores, antes de la expulsión de los jesuitas el padre Aguirre recibió la ayuda de José Liébana. El 3 de mayo de 1887 la iglesia fue dañada a causa de un terremoto conocido como el Sismo de Bavispe que impactó parte de la Sierra Madre Occidental, el fenómeno causó que se derrumbaran sus dos torres y no fueron reconstruidas hasta 1929 por el arquitecto Miguel Castillo.

## Descripción arquitectónica
El templo está construido con piedra, ladrillo y madera, con un solo cuerpo y nivel, la planta es forma poligonal. Su fachada es a manera de biombo y con molduras asemejando un estilo gótico lo que lo hace único en la región de la Sierra Alta sonorense. En su interior resguarda un andador perimetral y retablo estilo barroco salomónico del siglo XVIII dedicado a la Virgen de Loreto, pinturas, esculturas y un crucifijo tallado.

## Catalogación del INAH
El edificio está enlistado en el Catálogo Nacional de Monumentos Históricos Inmuebles debido a su valor antiguo e histórico condiserándose Conjunto Arquitectónico por el Instituto Nacional de Antropología e Historia (INAH).
En el año de 2010 el mismo instituto registró 88 piezas históricas que se resguardan en el interior del templo, estas datan de los siglos XVII al XX, el inventario lo realizaron expertos del INAH y del Consejo Nacional para la Cultura y las Artes (CONACULTA) con el fin de que formaran parte del Programa Nacional de Identificación de Registro y Catálogo de Monumentos Históricos Muebles, que tiene por objeto prevenir el hurto del patrimonio cultural. Entre las piezas se encontraron objetos litúrgicos, esculturas, pinturas y mobiliario.